# Pseudopiptadenia colombiana
Pseudopiptadenia colombiana är en ärtväxtart som först beskrevs av Nathaniel Lord Britton och Ellsworth Paine Killip, och fick sitt nu gällande namn av Gwilym Peter Lewis. Pseudopiptadenia colombiana ingår i släktet Pseudopiptadenia och familjen ärtväxter. Inga underarter finns listade i Catalogue of Life.